# Platyspathius pictipennis
Platyspathius pictipennis är en stekelart som beskrevs av Henry Lorenz Viereck 1911. Platyspathius pictipennis ingår i släktet Platyspathius och familjen bracksteklar. Inga underarter finns listade i Catalogue of Life.